# Miniopterus medius
Miniopterus medius је врста слепог миша (Chiroptera) из породице вечерњака (Vespertilionidae).

## Распрострањење
Врста има станиште у Индонезији, Малезији и Тајланду.

## Станиште
Врста Miniopterus medius има станиште на копну.

## Угроженост
Ова врста није угрожена, и наведена је као последња брига јер има широко распрострањење.

### Популациони тренд
Популациони тренд је за ову врсту непознат.